# Orrick
Orrick és una població dels Estats Units a l'estat de Missouri. Segons el cens del 2000 tenia 889 habitants.

## Demografia
Segons el cens del 2000, Orrick tenia 889 habitants, 340 habitatges, i 246 famílies. La densitat de població era de 250,5 habitants per km².
Dels 340 habitatges en un 39,1% hi vivien nens de menys de 18 anys, en un 55,3% hi vivien parelles casades, en un 13,8% dones solteres, i en un 27,4% no eren unitats familiars. En el 23,5% dels habitatges hi vivien persones soles el 9,1% de les quals corresponia a persones de 65 anys o més que vivien soles. El nombre mitjà de persones vivint en cada habitatge era de 2,61 i el nombre mitjà de persones que vivien en cada família era de 3,1.
Per edats la població es repartia de la següent manera: un 29,8% tenia menys de 18 anys, un 8,3% entre 18 i 24, un 32,3% entre 25 i 44, un 18,4% de 45 a 60 i un 11,1% 65 anys o més.
L'edat mediana era de 33 anys. Per cada 100 dones de 18 o més anys hi havia 94,4 homes.
La renda mediana per habitatge era de 37.500 $ i la renda mediana per família de 44.205 $. Els homes tenien una renda mediana de 32.250 $ mentre que les dones 21.198 $. La renda per capita de la població era de 15.215 $. Entorn del 10,6% de les famílies i el 10% de la població estaven per davall del llindar de pobresa.

## Poblacions més properes
El següent diagrama mostra les poblacions més properes.